# Neder Dråby
Neder Dråby ligger i Nordsjælland og er en bydel til Jægerspris i Draaby Sogn. Bebyggelsen ligger i Frederikssund Kommune og tilhører Region Hovedstaden. Navnet kommer fra oldnordisk "Draagaby", den opstod, fordi den ligger der, hvor Hornsherred er smallest. Det var her, vikingerne trak deres skibe over i stedet for at sejle op omkring Kulhuse. "Draagaby" betyder, at man trækker noget over her, og der ligger en by.